# Morrone del Sannio
Morrone del Sannio – miejscowość i gmina we Włoszech, w regionie Molise, w prowincji Campobasso.
Według danych na rok 2004 gminę zamieszkiwało 757 osób, 16,8 os./km².